# Mark Cuban

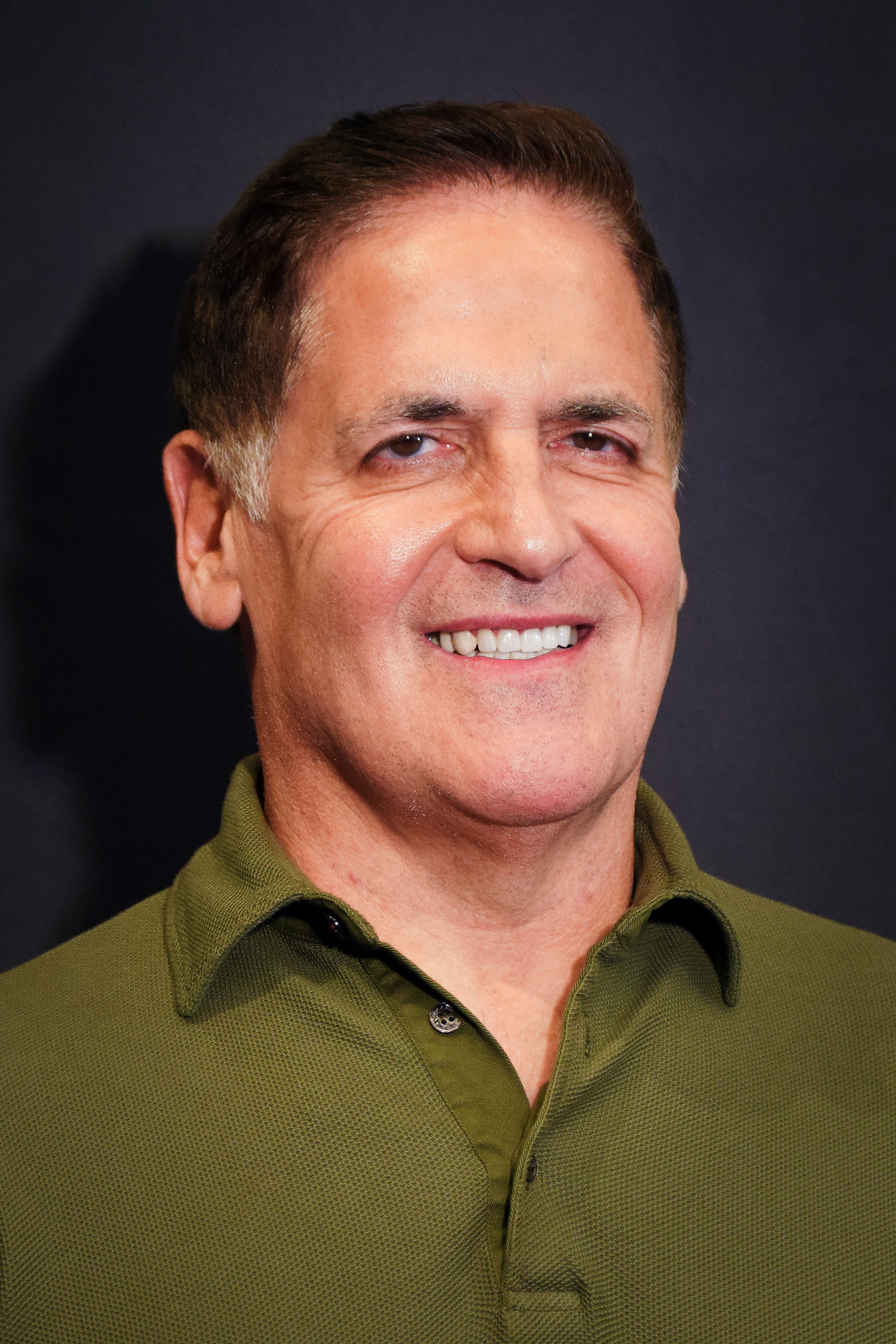
Mark Cuban, 2023

Mark Cuban (* 31. Juli 1958 in Pittsburgh, Pennsylvania) ist ein US-amerikanischer Unternehmer, Self-Made-Milliardär, Minderheitseigentümer des Profibasketball-Teams der Dallas Mavericks und Mitbegründer von 2929 Entertainment.

## Leben und Karriere

### Ausbildung und Geschäftliches
Mark Cuban wuchs als Sohn einer jüdischen Arbeiterfamilie in einem Vorort von Pittsburgh auf. Direkt nach dem College gründete er 1983 die Firma MicroSolutions, die als Systemintegrator arbeitete und Technologien wie Carbon Copy, Lotus Notes und CompuServe unterstützte. 1990 verkaufte er die Firma für sechs Millionen US-Dollar an CompuServe.
Kurz nach dem Verkauf zog Cuban nach Dallas, wo er Spiele und Events im Internet zu übertragen begann, während er ein Spiel seines Lieblings-Basketball-Teams sah. So gründete er die Firma Broadcast.com. 1999 verkaufte er die Firma für 5,9 Milliarden US-Dollar an Yahoo.
Anschließend kaufte er die NBA-Mannschaft der Dallas Mavericks, die am 13. Juni 2011 unter ihm den NBA-Titel gewannen. Am 14. Februar 2000 war der Kauf von Ross Perot Jr. für einen Preis von 285 Millionen US-Dollar abgeschlossen. Seit er die Dallas Mavericks besitzt, musste Cuban 1,9 Millionen Dollar an Strafen an die NBA für das Anbrüllen von Schiedsrichtern während der NBA-Spiele bezahlen. Nach dem Gewinn der Meisterschaft im Jahr 2011 sind hitzige Äußerungen seltener geworden.
In einem Interview vom 30. Juni 2006 sagte der Mavericks-Spieler Dirk Nowitzki über Cuban:

„Er muss lernen, sich zu beherrschen, genauso wie die Spieler. Wir dürfen nicht ständig die Beherrschung verlieren, weder auf noch neben dem Platz, und ich denke, das muss er auch lernen. Er muss sich in diesem Bereich verbessern und nicht das ganze Spiel über die Schiedsrichter anschreien. Ich glaube nicht, dass uns das hilft ... Er sitzt direkt neben unserer Bank. Ich denke, das ist ein bisschen viel. Aber das haben wir ihm alle schon gesagt. Das ist nichts Neues. Das Spiel fängt an, und schon schreit er sie an. Also muss er sich ein bisschen beherrschen können.“

Immer wieder wird Cuban als möglicher Käufer des NHL-Teams Pittsburgh Penguins genannt, auch am Kauf eines Major-League-Baseball-Teams ist er seit längerer Zeit interessiert, als Kandidaten galten die Pittsburgh Pirates und die Chicago Cubs.

### In Film und Fernsehen

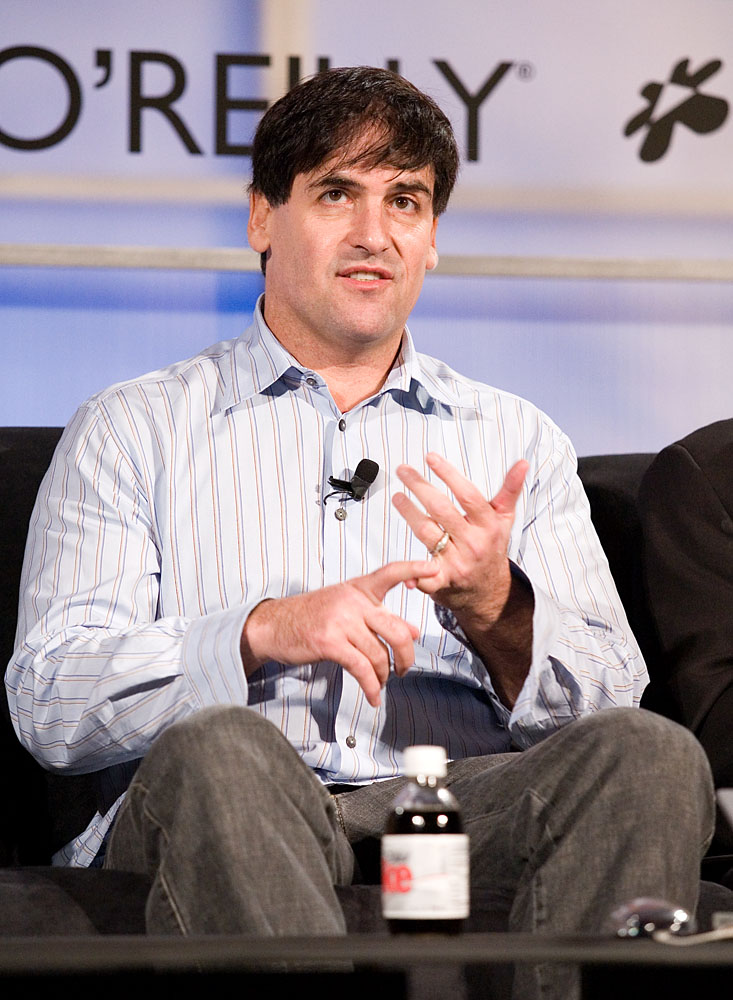
Mark Cuban, 2005

Im Jahr 2006 wirkte Cuban im Film All In – Pokerface mit und spielte dabei sich selbst. Seit 2012 sitzt er in der Jury der US-Show Shark Tank. Im Jahr 2014 beteiligte er sich mit einem persönlichen Interview am deutschen Kinofilm Nowitzki. Der perfekte Wurf, in dem der Werdegang des deutschen NBA-Spielers Dirk Nowitzki dargestellt wird.
Zudem hatte er Gastauftritte in den Fernsehserien Billions, Entourage und Walker, Texas Ranger, The Rookie sowie 2008 als Zeichentrickfigur in der Simpsons-Folge Ja, diese Biene, die ich meine, die heißt Monty. 2017 produzierte er den Dokumentarfilm The China Hustle. Die New York Times kritisierte einen möglichen Interessenskonflikt bei der Entstehung des Films.  2019 war er in seiner Rolle als Shark Tank-Juror in der Serie Grace and Frankie und in einer Nebenrolle in der Filmkomödie Was Männer wollen zu sehen.

### Politische Ambitionen
Nachdem sich Cuban über Jahre Auseinandersetzungen mit dem damaligen Unternehmer Donald Trump geliefert hatte, überlegte Cuban 2015 öffentlich, sich als Trumps Running Mate bei dessen Präsidentschaftswahlkampf zur Verfügung zu stellen. Zugleich war er aber auch offen, als Hillary Clintons Running Mate anzutreten. Nach Trumps, für viele Beobachter wegen der politischen Unerfahrenheit überraschenden, Wahl zum US-Präsidenten 2016 gab Cuban mehrfach zu verstehen, dass er überlege, bei der kommenden Präsidentschaftswahl in den Vereinigten Staaten 2020 gegen Trump anzutreten. Eine Umfrage des – demokratisch ausgerichteten – Meinungsforschungsinstituts Public Policy Polling im August 2017 sah Cuban gegen Trump in Führung.
Im Vorfeld der US-Präsidentschaftswahl 2024 unterstützte Cuban die demokratischen Kandidaten Kamala Harris und Tim Walz.

### Vermögen und Familie
Mark Cuban ist seit September 2002 mit Tiffany Stewart verheiratet und hat zwei Töchter (* 2005 und * 2007) und einen Sohn (* 2010).
Cubans Vermögen wird auf der Forbes-Liste der reichsten Menschen der Welt im Februar 2025 mit über fünf Milliarden US-Dollar (Platz 585) angegeben.